# Campionat britànic de trial 1974
La temporada de 1974 del Campionat britànic de trial fou la 25a edició d'aquest campionat, organitzat per l'ACU. El calendari oficial constava de 10 proves puntuables.

## Classificació final
| Posició | Pilot            | Motocicleta | Punts |
| ------- | ---------------- | ----------- | ----- |
| 1       | Malcolm Rathmell | Bultaco     | 114   |
| 2       | Martin Lampkin   | Bultaco     | 89    |
| 3       | Dave Thorpe      | OSSA        | 56    |
| 4       | Rob Edwards      | Montesa     | 55    |
| 5       | Mick Andrews     | Yamaha      | 51    |
| 6       | Alan Lampkin     | Bultaco     | 46    |
| 7       | ?                | ?           | ?     |
| 8       | ?                | ?           | ?     |
| 9       | ?                | ?           | ?     |
| 10      | ?                | ?           | ?     |